# نوک‌آباد (زرآباد)
نوک‌آباد، روستایی در دهستان اسماعیل‌چات بخش مرکزی شهرستان زرآباد در استان سیستان و بلوچستان ایران است.

## جمعیت
بر پایه سرشماری عمومی نفوس و مسکن در سال ۱۳۹۵، جمعیت این روستا برابر با ۱۲۴ نفر (۳۷ خانوار) بوده‌است.